# Santoba FC
El Santoba FC es un equipo de fútbol de Guinea que juega en el Campeonato Nacional de Guinea, la primera división de fútbol del país.

## Historia
Fue fundado en el año 1997 en la capital Conakri y en la temporada 2009/10 logra el ascenso a la segunda división nacional por primera vez, logrando jugar en el Campeonato Nacional de Guinea por primera vez en la temporada 2011/12 donde termina en sexto lugar, liga donde jugó hasta que descendió en la temporada 2014/15.
En la temporada 2017/18 consigue el regreso al Campeonato Nacional de Guinea por primera vez como campeón de la segunda categoría.
En su primera temporada en primera división termina en tercer lugar, obteniendo la clasificación a la Copa Confederación de la CAF 2019-20, su primera participación internacional, donde es eliminado en la primera ronda por el FC San Pédro de Costa de Marfil.

## Palmarés
- Segunda División de Guinea: 1

2017/18

## Participación en competiciones de la CAF
| Temporada | Torneo                       | Ronda      | Club               | Casa | Visita | Global |
| --------- | ---------------------------- | ---------- | ------------------ | ---- | ------ | ------ |
| 2019/20   | Copa Confederación de la CAF | Preliminar | Niger Tornadoes FC | 3-3  | 2-1    | 5-4    |
| 2019/20   | Copa Confederación de la CAF | 1          | FC San Pédro       | 0-0  | 0-3    | 0-3    |

## Jugadores

### Jugadores destacados
- Mady Camara[8]

## Entrenadores
- Ismaël Kaba (?-noviembre de 2020)[9]
- Xavier Minoungou (noviembre de 2020-marzo de 2021)[9][10]
- Alain Landeux (marzo de 2021-presente)[2]